# Patria Amada
Patria Amada är Moçambiques nya nationalsång, som antogs den 30 april 2002. Den har skrivits av Salomão J. Manhiça och ersätter den tidigare nationalsången "Viva, Viva a FRELIMO" som skrevs 1975 av Justino Sigaulane Cheman.

## Text
Vers 1
Na memória de África e do mundo

Pátria bela dos que ousaram lutar!

Moçambique o teu nome é liberdade

O Sol de Junho para sempre brilhará!

Refräng:
Moçambique nossa terra gloriosa!

Pedra a pedra construindo o novo dia!

Milhões de braços, uma só força!

Ó pátria amada vamos vencer!

Vers 2
Povo unido do Rovuma ao Maputo

Colhe os frutos do combate pela Paz!

Cresce o sonho ondulando na Bandeira

E vai lavrando na certeza do amanhã!

Vers 3
Flores brotando do chão do teu suor

Pelos montes, pelos rios, pelo mar!

Nós juramos por ti, ó Moçambique

Nenhum tirano nos irá escravizar!